# Маркстеј-Ворен (Онтарио)
Маркстеј-Ворен (енгл. Markstay-Warren) је општина у Канади у покрајини Онтарио. Према резултатима пописа 2011. у општини је живело 2.297 становника.

## Становништво
Према резултатима пописа становништва из 2011. у граду је живело 2.297 становника, што је за 7,2% мање у односу на попис из 2006. када је регистровано 2.475 житеља.
| 2006. | 2011. |
| ----- | ----- |
| 2.475 | 2.297 |